# Metaphidippus longipalpus
Metaphidippus longipalpus är en spindelart som beskrevs av Pickard-Cambridge F. 1901. Metaphidippus longipalpus ingår i släktet Metaphidippus och familjen hoppspindlar. Inga underarter finns listade i Catalogue of Life.